# Candita Quintana
Candita Quintana (La Habana, 2 de noviembre de 1912 - La Habana, 5 de septiembre de 1977) fue una actriz cubana de teatro y televisión. Era conocida como La Mulata Criolla. Leyenda del teatro cubano que marcó una época con su simpatía, ingenuidad, talento y gracia natural. Memorables fueron sus jornadas en el Teatro Martí con el bufo cubano. 

## Síntesis Biográfica
Nace el 2 de noviembre de 1912 para dicha del teatro cubano de todos los tiempos. Quienes la conocieron dijeron que mostraba dotes excepcionales para el baile desde pequeña cuando causaba el asombro y la admiración de familiares y amigos.
En el Teatro Maravillas tuvo lugar su primera presentación pública, a los catorce años, seguida de la realización de varios duetos escénicos con Ramón Espígul, en el cine-teatro Valentino. Pero no es hasta el año 1928 que debutó profesionalmente en el Teatro Payret. 

## Trayectoria artística
Actuó en el Teatro Regina en las obras El Cafetal, El Batey y La flor del sitio. Varias obras de Arquímedes Pous contaron con su participación: Las mulatas de Bombay, Broadway Cabaret, Modelo de suegra y Oh, Míster Pous con el conjunto de Gomís y, en la compañía de Eliseo Grenet interpretó el Calesero de la zarzuela Niña Rita, papel estrenado Rita Montaner en 1927. La prensa más exigente se hizo eco del resonante triunfo logrado por Candita.
Con la Compañía de Suárez y Rodríguez hizo largas jornadas durante los años treinta en el Teatro Martí, donde actuó en María Belén Chacón, El clarín, La hija del sol, Amalia Batista, La Habana que vuelve, Leonela, Soledad, Rosa la China.
En 1936 Candita Quintana fue contratada por el cabaret Edén Concert como figura principal de su show cuando la Compañía de Suárez y Rodríguez tuvo que abandonar el Teatro Martí, cedido por el Ministerio de Educación para un espectáculo circense.
Aclamada en muchos escenarios, llegó Candita Quintana, la mulata, al cine cuando filmó en 1940 su primera película, Manuel García o El Rey de los Campos de Cuba.
Unida a su inseparable amiga y compañera de escenario Alicia Rico entró a la radio, en el programa cómico Catuca. Se sucedieron sus exitosas actuaciones en los teatros de la isla: Cárdenas, Marianao, Blanquita, Terry, Sauto, La Caridad.
Siguió en el cine con Ratón de velorio, Chicharito Alcalde, Rincón criollo, Qué suerte tiene el cubano, Yo soy el hombre, Soy un bicho y Allá va eso. Se presentaba en el Teatro Martí, la radio y la programación humorística de la TV.
Sumó a su intensa labor en los diferentes medios presentaciones en el night-club capitalino El Bambú como figura principal de sus revistas musicales.
Como miembro de la Compañía de Bufos Cubanos Pous y Sanabria y del grupo teatral Jorge Anckermann, representó numerosas obras memorables.

## Presentaciones exitosas
- Voy abajo.
- ¿Qué traigo aquí?
- No tengo edad.
- Territorio libre de hombres, de Enrique Núñez Rodríguez.
- El bravo, de Enrique Núñez Rodríguez.
- El amor nació en la plaza, de Marco A. Valcárcel.
- La rampa, de Alberto Luberta.
- El espiritista, de Ramón Espigul (padre).
- Yo soy aquella, de Arturo Liendo.
- El velorio de Pachencho, de los hermanos Robreño.
- El premio flaco, de Héctor Quintero.
- Zafra de Paco Alfonso,
- Pato macho, de Ignacio Gutiérrez.
- La vida secreta de don Juan Tenorio.

## Su retiro
Se retiró del teatro con una magistral actuación en Lo mejor del Bufo, pero continuó trabajando en instituciones, centros de trabajo, galas, homenajes y actos de recordación a figuras de nuestra escena y nuestra música.
Dejó grabada para la TV los duetos de famosas zarzuelas cubanas. 

## Muerte
El 5 de septiembre de 1977, dijo adiós para siempre esta afable y sandunguera cubana, aunque el eco de su risa se escucha aún en los escenarios por donde pasó.
Candita fue una criatura dotada de gran talento, de una gracia y un carisma peculiar, de un alto sentido del deber, la responsabilidad y la disciplina, de una ternura y una capacidad de amor infinito, una sencillez y una modestia conmovedora.
No en vano sigue siendo la mulata del teatro nacional cubano.

## Distinciones y reconocimientos
Por su entrega profesional recibió múltiples distinciones y homenajes, por sus condiciones histriónicas fue seleccionada reiteradamente entre las mejores actrices humorísticas por la Asociación Cubana de Artistas Teatrales, Cinematográficos, Radiofónicos y de Circo, la Unión de la Prensa Radial, La Unión de la Crónica Tele radial Diaria.